# Homîna, Peremîșleanî
Homîna (în ucraineană Хомина) este un sat în comuna Bile din raionul Peremîșleanî, regiunea Liov, Ucraina.

## Demografie
Componența lingvistică a localității Homîna
     Ucraineană (99,07%)
     Alte limbi (0,93%)
Conform recensământului din 2001, majoritatea populației localității Homîna era vorbitoare de ucraineană (99,07%), existând în minoritate și vorbitori de alte limbi.